# The Eternal
The Eternal ist eine Metalband aus Australien, die 2003 vom ehemaligen Cryptal-Darkness-Gitarristen Mark Kelson gegründet wurde.

## Geschichte
The Eternal ist eine Gothic-Metal-Band, die Mitte 2003 in Melbourne von ehemaligen Mitgliedern der Band Cryptal Darkness gegründet wurde. Die Gründer waren Ryan Buesnel am Schlagzeug, Chris Burton an der Gitarre, James Hunt am Bass, Mark Kelson an der Gitarre und dem Leadgesang und Chris Stevenson an den Keyboards. Ende desselben Jahres unterzeichneten sie einen Zwei-Alben-Vertrag mit Firebox Records aus Finnland auf der Basis ihres selbstbetitelten Extended Play. Ihr Debütalbum für Firebox, The Sombre Light of Isolation, wurde im Juni 2004 weltweit veröffentlicht. Es erhielt positive Kritiken vom britischen Magazin Kerrang!, dem deutschen Webzine Metal.de, dem schwedischen Metal Only und Lords of Metal in den Niederlanden sowie den australischen Medien Full Strength und Loud! Darren White (ex-Anathema/The Blood Divine) steuerte Gastgesang auf dem Track Remembrance Scars bei.
The Sombre Light of Isolation wurde von den Hörern des nationalen australischen Radiosenders Triple J's Full Metal Racket zur fünftbesten australischen Veröffentlichung des Jahres 2005 gewählt, während es vom Moderator als zweitbestes australisches Album nominiert wurde. Die Band wurde in die Liste der 50 Bands You Need to Know Right Now des Kerrang! Magazins aufgenommen. The Eternal stellten zwei Musikvideos fertig, Down und Crimson Sacrifice. Zur Unterstützung des Albums tourten sie Ende 2004 mit der Sombre Light Tour durch Australien, Hongkong, Großbritannien und Kontinentaleuropa, einschließlich Finnland. 2005 wurde Sombre Visions, das sich auf diese Tour konzentriert, als DVD auf ihrem eigenen Label Sombre Light veröffentlicht. Es enthielt neben einer Dokumentation über die Gruppe auch Promovideos. Nach ihrer Rückkehr begaben sie sich erneut ins Studio und begannen mit den Aufnahmen für das Folgealbum Sleep of Reason
Anfang 2005 aufgenommen, erweitert Sleep of Reason den Sound von The Eternal gegenüber ihrem Debüt. Es wurde von Endel Rivers in den Palm Studios in Melbourne produziert und aufgenommen und von Mika Jussila (Amorphis, Nightwish, Therion) in den Finnvox Studios in Helsinki gemastert. Das Cover des Albums wurde von Travis Smith (Opeth, Katatonia, Anathema) gestaltet, basierend auf dem Werk E'l sueño de la razon produce monstruos von Francisco de Goya. Videos für Everlasting, A Soul Undone und Hollow Inside folgten auf die Veröffentlichung des Albums.
Im Jahr 2006 landeten The Eternal einen nationalen Support-Slot für die finnische Rockband HIM, der mit der australischen Veröffentlichung von Sleep of Reason zusammenfiel. Diesen erfolgreichen Shows folgten kurz darauf sechs Shows als Support der schwedischen Death/Progressive Metal-Band Opeth auf ihrer Ghost Reveries Australien Tour.
Nachdem die Band für die Veröffentlichung von Sleep of Reason ausgiebig durch Australien getourt war und vor weit über 15.000 Menschen in ihrem Heimatland gespielt hatte, brach sie im Mai 2007 zu ihrer zweiten Europatournee auf. Die Tour führte die Band nach Portugal, Deutschland, Ungarn, Belgien und in die Niederlande. Nach ihrer Rückkehr nach Hause machte sich die Band daran, das Demomaterial aus drei Jahren zu vervollständigen.
Das 2008er Album Kartika von The Eternal wird als das bisher vielfältigste und ambitionierteste Album der Band angesehen. Gäste auf dem Album sind unter anderem Duncan Patterson (ex-Anathema, Antimatter und Íon) an der Mandoline, Nicholas Albanis (Dandelion Wine) am Hammered Dulcimer und die russische Sängerin Emily A. Saaen.
Kartika wurde zwischen Dezember 2007 und Mai 2008 produziert und in verschiedenen Studios in Australien aufgenommen, darunter die Mixmasters Studios in Adelaide und die Palm Studios in Melbourne. Gemischt wurde es in Tallinn, Estland von Endel Rivers in den Palm Studios II und gemastert bei Crystal Mastering, Melbourne, Australien von John Ruberto.
Im Januar 2009 verließ Mitbegründer Chris Stevenson die Band aus persönlichen Gründen. Chris sagte: 

„The Eternal war für gut 5 Jahre mein Leben; und ich habe jeden einzelnen Moment davon geliebt! Es war aber auch eine extrem zermürbende Erfahrung, die mich auf persönlicher Ebene zeitweise sehr gefordert hat. Die Band wird als 3-köpfige Band weitermachen und hat zum jetzigen Zeitpunkt nicht die Absicht, einen Ersatz zu finden.“

The Eternal beendeten im Juni 2009 eine ausgedehnte Welttournee. Die Tour führte die Band durch Australien, Japan, Europa, Amerika, Kanada und Mexiko.
Im November 2009 begann die Band mit der Arbeit an ihrem vierten Album Under a New Sun, es wurde von Jeff Martin, dem ehemaligen Sänger von The Tea Party, produziert. Auf dem Album experimentierten The Eternal mit einem, mehr Rock-orientiertem Sound. Nach der Veröffentlichung von Under A New Sun absolvierte die Band eine Australien- und Neuseeland-Tour.
2011 verpflichtete die Band den zweiten Gitarristen Brad Cook, der schon lange ein fester Bestandteil der Melbourner Rock und Metal Szene ist. Martin Curtis-Powell (Cradle of Filth, My Dying Bride, Anathema) sprang ebenfalls ein und steuerte Keyboards zum Album bei.
Nach der Veröffentlichung von When The Circle of Light Begins to Fade tourte die Band durch Australien, um ihr 10-jähriges Jubiläum zu feiern Außerdem veröffentlichte sie eine kostenlose E.P mit dem Titel Sombre Light 2014 - 10th Anniversary E.P, die Neuaufnahmen von Material ihres Debütalbums The Sombre Light of Isolation enthielt. Dieser Veröffentlichung folgten auch nationale Touren mit Anathema, Amorphis und Uriah Heep.
Im März 2015 veröffentlichte die Band das Live-Album/DVD Circle of Live, das ebenfalls auf der 10th Anniversary Tour der Band im Jahr 2013 aufgenommen wurde. Die Band trennte sich Ende 2015 von Gitarrist Brad Cook; Martin Curtis-Powell ist seitdem ein Vollzeitmitglied der Band.
Im März 2016 begaben sich The Eternal in die Kelsonic Studios (mit Sänger/Gitarrist Mark Kelson als Produzent), um ihr sechstes Full-Length-Album aufzunehmen. Das Album mit dem Titel Waiting for the Endless Dawn wurde im August 2018 veröffentlicht.

## Diskografie
Alben
- 2003: The Eternal
- 2004: The Sombre Light of Isolation
- 2005: Sleep of Reason
- 2008: Kartika
- 2011: Under a New Sun
- 2011: Live at the East Brunswick Club (live Album)
- 2013: When the Circle of Light Begins to Fade
- 2014: Sombre Light 2014 - 10th Anniversary E.P.
- 2015: Circle of Live (Live-Album / DVD)
- 2018: Waiting for the Endless Dawn

DVDs
- 2005: Sombre Visions
- 2006: A Fleeting Glance
- 2009: Kartika World Tour 2009

anderes
- 2003: Promo 2003
- 2005: Keep on Dooming in the Free World
- 2008: Black Box e-anthology

Singles
- 2010: Under a New Sun
- 2013: Beneath These Waves
- 2018: In the Lilac Dusk